# Двойное налогообложение
Двойное налогообложение — одновременное обложение в разных странах одинаковыми налогами доходов. Двойное налогообложение вызвано тем, что налоговый нерезидент (физическое и юридическое лицо, не проживающее постоянно на территории страны, гражданином или субъектом которой оно является) должен платить налоги от общемировой прибыли одновременно и по месту своего фактического нахождения и по месту своего гражданства. Для избежания подобных коллизий, страны подписывают соглашения об избежании двойного налогообложения.
Различают международное экономическое двойное налогообложение (два различных субъекта облагаются налогом в отношении одного и того же дохода) и международное юридическое двойное налогообложение (один и тот же доход одного и того же субъекта облагается более чем одним государством).
У каждого государства при конструировании системы налогов существует два принципиальных подхода: либо облагать налогами все мировые доходы своих резидентов (принцип резидентности), либо взимать налоги по месту осуществления экономических операций (принцип территориальности).
Если бы все страны мира договорились и стали использовать один из этих двух подходов, основываясь на одних и тех же критериях определения источников дохода и места деятельности, проблем бы не возникало. Но так как в разных странах различаются уровень развития и тяжесть налогообложения, большинство государств пользуется и тем и другим принципами одновременно. Это приводит к международному двойному налогообложению — взиманию сопоставимых налогов в двух государствах с одного и того же налогоплательщика в отношении одного и того же объекта за один и тот же период, возникающему вследствие коллизии налогового законодательства двух и более стран.
Проблема решается двумя путями. Первый — зачет в инициативном порядке своим резидентам налогов, уплаченных за рубежом. Второй — разработка правил, по которым будут разделены юрисдикции между страной, где компания является резидентом, и страной, откуда она этот доход получает.

## Защита от двойного налогообложения в отношении недвижимости
Соглашения об избежании двойного налогообложения между странами в отношении недвижимости, как правило, основаны на следующем принципе: недвижимость облагается налогом как актив, доходы от неё облагаются налогом как доход в стране, где она находится. Вторая страна — участница соглашения (страна проживания собственника недвижимости) или освобождает недвижимость от своих налогов, или производит зачет налогов, взимаемых другой страной.

## Договор об устранении двойного налогообложения
Договоры об избежании двойного налогообложения представляют собой международные межправительственные соглашения, призванные не допустить неограниченное налогообложение одного и того же дохода в нескольких государствах. Договоры, как правило, заключаются в целях поощрения экономического сотрудничества между разными странами.
При этом надо понимать, что подобные договоры распространяются на ограниченный круг лиц (резидентов договаривающихся сторон) и действуют в отношении чётко определённых видов налогов. На компании, работающие в офшорном секторе или пользующиеся льготными налоговыми режимами, действие договоров об устранении двойного налогообложения обычно не распространяется. Воспользоваться преимуществами договора об устранении двойного налогообложения можно только в отношении так называемых «прямых» налогов: на прибыль, на прирост капитала и на имущество. Правила обложения «косвенными» налогами (например НДС) договоры не регулируют.
С офшорными юрисдикциями развитые страны подписывают, как правило, только соглашения об обмене налоговой информацией, а не соглашения об избежании двойного налогообложения, чтобы исключить возможность использовать «серые» налоговые схемы.

## Устранение двойного налогообложения в России
В России достаточно много собственников недвижимости, которые:
- являются иностранными гражданами, постоянно проживающими за пределами России;
- граждане России, которые уехали за рубеж на ПМЖ и постоянно проживают за границей;
- являются иностранными гражданами (бывшие граждане России и сменившие фамилию).

Все эти лица по законам РФ являются налоговыми нерезидентами.
Налогом на доходы физических лиц (НДФЛ) облагаются все доходы, полученные налоговыми нерезидентами от источников в РФ, в том числе от реализации недвижимого имущества. НДФЛ для налоговых резидентов составляет 13 %, в то время как для нерезидентов — 30 % (за исключением случаев получения дивидендов — 15 %, за работу по патенту или являясь высококвалифицированными специалистами, беженцами, моряками и пр. — 13 %).
При этом на налоговых нерезидентов не распространяются правила:
- об имущественных вычетах при продаже имущества и покупке жилой недвижимости, предусмотренных статьёй 220 НК.

Надо учитывать и то, что доходы, полученные иностранцем (нерезидентом или резидентом) в России, являются также объектом налогообложения и в стране его проживания, т.е. налог в этом случае уплачивается дважды: в первый раз по законам РФ, во второй — по законам страны проживания иностранца (где, как правило, уплачивается налог на всемирный доход).
Для того, чтобы не платить налоги дважды, государства заключают друг с другом международные соглашения об избежании двойного налогообложения, так как международные договоры и соглашения имеют приоритет над национальными нормами любой страны. Список стран, с которыми заключены соглашения об избежании двойного налогообложения, приведен на официальном сайте Федеральной налоговой службы РФ .
Правовое регулирование осуществляется в соответствии со статьёй 232 НК РФ: «Устранение двойного налогообложения».
В марте 2019 года Минфин разработал поправки в Налоговый кодекс, которые дают новые возможности для урегулирования споров по международным сделкам.  Согласно поправкам, если действия налоговиков за рубежом противоречат положениям договора об избежании двойного налогообложения, налогоплательщик вправе в течение трех лет подать заявление в Минфин.
8 августа президент России Владимир Путин подписал указ о приостановке договоров об избежании двойного налогообложения с «недружественными» странами, которые ввели санкции против РФ. 

## Избежание двойного налогообложения на Украине
Резиденты Украины, имея дело с контрагентами из других стран, должны помнить о возможности оптимизации налоговой нагрузки с помощью механизма избежания двойного налогообложения. Для реализации этого механизма достаточно получить справку от компетентного органа, которую даже не во всех случаях необходимо легализировать. Аналогичная ситуация и с доходами нерезидентов, полученными из Украины.
Основным документом для реализации резидентами своего права на избежание уплаты двойного налогообложения является Приказ ГНА Украины № 173 от 12.04.2002 «О подтверждении статуса налогового резидента Украины».
К странам Европы с которыми действуют соглашения об избежании двойного налогообложения относятся: Австрия, Бельгия, Беларусь, Болгария, Великобритания, Греция, Дания, Эстония, Исландия, Испания, Италия, Кипр, Латвия, Литва, Македония, Молдова, Нидерланды, Норвегия, Польша, Португалия, Республика Сербия, Республика Черногория, Российская Федерация, Румыния, Словакия, Словения, Турция, Венгрия, Финляндия, Франция, ФРГ, Хорватия, Чехия, Швейцария, Швеция. Среди других стран мира следует выделить следующие: Азербайджан, Алжир, Бразилия, Вьетнам, Грузия, Египет, Израиль, Индия, Индонезия, Иран, Казахстан, Канада, Китай, Республика Корея, Кувейт, Малайзия, ОАЭ, ЮАР, Сирия, Сингапур , США, Туркменистан, Япония и др.
Применения международного договора Украины в части освобождения от налогообложения или применения сниженной ставки налога разрешается только при условии предоставления нерезидентом лицу (налоговому агенту) документа, который подтверждает статус налогового резидента. Основанием для освобождения от налогообложения доходов с источником их происхождения из Украины является предоставление нерезидентом лицу (налоговому агенту), которое выплачивает ему доходы, справки (или её нотариально заверенной копии), которая подтверждает, что нерезидент является резидентом страны, с которой заключен международный договор Украины, а также других документов, если это предусмотрено международным договором Украины.